# Buchholz (Lindlar)
Die Hofschaft Buchholz ist ein Ortsteil der Gemeinde Lindlar, Oberbergischen Kreis im Regierungsbezirk Köln in Nordrhein-Westfalen (Deutschland). 

## Lage und Beschreibung
Buchholz liegt nördlich von Lindlar an der Grenze zur Stadt Wipperfürth zwischen Thier und Breun.

## Geschichte
1487 wurde Buchholz das erste Mal als bouchoultz erwähnt.
1794 versuchten Eingesessene von Thier Teile der Pfarre Lindlar, vor allem die heute zur Pfarre Süng gehörigen Höfe Buchholz, Roderwiese und Oberbüschem, nach Thier hinüberzuziehen, um dadurch Thier zur Pfarre zu erheben. Dies scheiterte jedoch, da ihnen diese „beunruhigung und aufwiegelung“ landesherrlich nach einer Beschwerde des Pfarrers von Lindlar verboten wurde.
Die Topographia Ducatus Montani des Erich Philipp Ploennies, Blatt Amt Steinbach, belegt, dass der Wohnplatz bereits 1715 vier Hofstellen besaß, die als Buchholts beschriftet sind. Carl Friedrich von Wiebeking benennt die Hofschaft auf seiner Charte des Herzogthums Berg 1789 als Buchholtz. Aus ihr geht hervor, dass der Ort zu dieser Zeit Teil der Honschaft Breun im Oberen Kirchspiel Lindlar war.
Der Ort ist auf der Topographischen Aufnahme der Rheinlande von 1817 als Buchholz verzeichnet. Die Preußische Uraufnahme von 1845 zeigt den Wohnplatz ebenso unter dem Namen Buchholz. Ab der Preußischen Neuaufnahme von 1892 ist der Ort auf Messtischblättern regelmäßig als Buchholz verzeichnet.
1822 lebten 44 Menschen im als Hof kategorisierten Ort, der nach dem Zusammenbruch der napoleonischen Administration und deren Ablösung zur Bürgermeisterei Lindlar im Kreis Wipperfürth gehörte. Für das Jahr 1830 werden für den als Buchholz bezeichneten Ort 48 Einwohner angegeben. Der 1845 laut der Uebersicht des Regierungs-Bezirks Cöln als Weiler kategorisierte Ort besaß zu dieser Zeit sechs Wohngebäude mit 45 Einwohnern, alle katholischen Bekenntnisses. Die Gemeinde- und Gutbezirksstatistik der Rheinprovinz führt Buchholz 1871 mit neun Wohnhäusern und 54 Einwohnern auf.
Im Gemeindelexikon für die Provinz Rheinland von 1888 werden für Buchholz acht Wohnhäuser mit 50 Einwohnern angegeben. 1895 besitzt der Ort neun Wohnhäuser mit 45 Einwohnern und gehörte konfessionell zum katholischen Kirchspiel Süng. 1905 werden sieben Wohnhäuser und 30 Einwohner angegeben.

## Busverbindungen
Schulbus:
- Z11 Buchholz - Breun (Schulbuszubringer)

Nächste Haltestelle Waldheim:
- 332 Wipperfürth - Lindlar - Remshagen - Engelskirchen Bf. (OVAG)